# ذي حمسة (السبرة)

تعديل مصدري - تعديل

ذي حمسة محلة تابعة لقرية الاشعاب، التابعة لعزلة المساعدة بمديرية السبرة إحدى مديريات محافظة إب في الجمهورية اليمنية.، بلغ تعداد سكانها 20 حسب تعداد اليمن لعام 2004.